# Shabab Rafah
El Shabab Rafah es un equipo de fútbol de Palestina que juega en la Gaza Strip League, la tercera liga de fútbol más importante del país.

## Historia
Fue fundado en el año 1953 en la ciudad de Rafah y nunca ha sido campeón de la Cisjordania Premier League, en la cual no juegan desde el cambio de formato de la liga de Palestina. Su único título importante ha sido la Copa de la Franja e Gaza en 2012 al vencer al Mashtal en la final 2-0.
A nivel internacional es el equipo de Palestina con más apariciones en la Liga de Campeones Árabe, a la cual han asistido en 4 ocasiones, en donde su mejor participación ha sido en la edición de 1996, en la cual avanzaron hasta las semifinales.

## Palmarés
- Copa de la Franja de Gaza: 1

2012

## Participación en competiciones de la UAFA
- Liga de Campeones Árabe: 4 apariciones

1994 - Primera ronda
1996 - Semifinales
2005/06 - Primera ronda
2007/08 - abandonó en la Primera ronda